# Sh2-107
Sh2-107 est une nébuleuse en émission visible dans la constellation du Cygne.
Elle est située dans la partie centrale de la constellation, à environ 2,5° au nord-ouest de l'étoile Gienah (ε Cygni). La période la plus appropriée pour son observation dans le ciel du soir se situe entre les mois de juin et de novembre et est facilitée par les régions situées dans l'hémisphère nord terrestre.
Il s'agit d'une faible région H II probablement située à une distance d'environ 2 800 pc (∼9 130 al), dans une zone reculée du bras d'Orion au-delà des grands complexes de nébuleuses de Cygnus X. Dans sa direction l'étoile HD 197460 est visible, une supergéante bleue de classe spectrale B0.5Ib. Cependant elle n'est pas physiquement liée à la nébuleuse, puisque sa distance est estimée à environ 960 pc (∼3 130 al), donc au premier plan par rapport au nuage. Selon le catalogue d'Avedisova, cette nébuleuse serait associée à la source de rayonnement infrarouge IRAS 20407+3612,.